# Monument de la fraternité franco-marocaine
Le monument à la Victoire et à la Paix, aujourd'hui connu sous le nom de monument de la fraternité franco-marocaine, est un monument de Paul Landowski faisant mémoire des soldats marocains et français tués pendant la Première Guerre mondiale. Il représente un cavalier français et un cavalier marocain se serrant la main. 
Il est édifié initialement à Casablanca, lorsque le Maroc était sous protectorat français, et inauguré le 20 juillet 1924 par le maréchal Lyautey. Après l'indépendance du Maroc, il a été rapatrié en 1961 à Senlis.

## Érection
En mars 1919, l'association casablancaise des vétérans demande l'érection d'un monument en mémoire des combattants tués pendant la guerre. Après un concours, Paul Landowski est choisi en janvier 1921 pour en être l'auteur. L'architecte est Henri Prost, aidé d'Albert Laprade tandis que les bas-reliefs situés sous la statue sont réalisés par Émile Pinchon.
La première pierre est posée le 11 novembre 1921. Le monument est érigé dans le centre de la ville, face au palais de justice. Il est inauguré le 20 août 1924 par le maréchal Lyautey, résident général de France au Maroc,.
Après l'indépendance du Maroc, la présence de ce symbole colonial au milieu du centre administratif de Casablanca ne se justifie plus. Le monument est démonté à partir de 1961 et rapatrié en France par la collaboration du consulat français à Casablanca et de l'association des spahis, La Koumia. Il est installé place du 3e Houzard à Senlis, ville qui avait eu une garnison de spahis jusqu'en 1962 et qui accueille depuis 1978 le musée des Spahis. Symbolisant désormais l'association franco-marocaine, le monument est inauguré le 11 novembre 1965.

## Présentation

### Les deux cavaliers
Le monument présente deux cavaliers. Le cavalier français est équipé de l'uniforme porté à la fin de la guerre, notamment le casque Adrian modèle 1915. L'historienne Stacy E. Holden voit dans le cavalier marocain un guerrier médiéval issu de l'imaginaire orientaliste colonial. Nicolas Alexandre et Emmanuel Neiger, enseignants d'histoire à Casablanca, indiquent qu'il s'agit d'un spahi de l'Armée française, portant la tenue de l'époque. Sous son turban, il a notamment des noauders, mèches de cheveux alors portées par les guerriers berbères, y compris les tirailleurs et spahis.
Les deux cavaliers sont face à face et se donnent une poignée de main. La scène est inspirée par la rencontre de deux bergers à cheval qu'avait observée Landowski dans la campagne romaine quelques années plus tôt,. Le cheval du cavalier marocain courbe la tête, soit dans un geste de soumission, soit pour permettre une meilleure vision de la poignée de main. La poignée de main elle-même se fait d'égal à égal, selon la conception qu'avait Lyautey de la relation entre la Troisième République et son protectorat marocain,.